# Roeselia obscura
Roeselia obscura är en fjärilsart som beskrevs av Swinhoe. Roeselia obscura ingår i släktet Roeselia och familjen trågspinnare. Inga underarter finns listade.